# Alexander Dinelaris, Jr.
Alexander Dinelaris, Jr. ist ein Drehbuchautor, der bei der Oscarverleihung 2015 zusammen mit drei anderen Autoren mit Birdman oder (Die unverhoffte Macht der Ahnungslosigkeit) den Oscar für das beste Originaldrehbuch gewann.

## Leben und Werk
Dinelaris begann nach eigenen Angaben 1990 damit, Theaterstücke zu schreiben, nachdem er eine Ausbildung als Filmregisseur absolviert hatte. Alejandro González Iñárritu, der Regisseur von Birdman, wurde 2009 auf Dinelaris Off-Broadway-Stück Still Life aufmerksam und bat ihn um Mithilfe beim Drehbuch für seinen Film Biutiful. Zusammen mit Nicolás Giacobone und Armando Bó, die auch schon an der Arbeit für Biutiful beteiligt waren, schrieben Iñárritu und Dinelaris das Drehbuch für Birdman. Die vier Filmemacher arbeiten derzeit an der Fernsehserie The One Percent, deren erste Staffel vom amerikanischen Fernsehsender Starz bestellt wurde.
Dinelaris ist Vater einer Tochter, die 2010 geboren wurde.